# 1117
1117 (MCXVIII) var ett normalår som började en måndag i den julianska kalendern.

## Händelser

### Okänt datum
- Staden Pelusium rivs till grunden av Baldwin I av Jerusalem.
- Kompasser börjar användas för navigering.
- Slaveriet upphör på Island.

## Födda
- Narathu, kung av Burma.

## Avlidna
- 16 april – S:t Magnus, helgon och  jarl av Orkneyöarna
- Anselm av Laon, teolog
- Bertrade de Montfort, grevinna av Anjou och fransk drottning
- Yves de Chartres, biskop av Chartres
- Ragnhild, drottning av Sverige sedan cirka 1105/1110, gift med Inge den yngre.
- Ỷ Lan, vietnamesisk kejsarinna och regent.